# 雄尚站
雄尚站（韓語：웅상역）是朝鮮民主主義人民共和國羅先特別市先鋒區域雄尚勞動者區的一個鐵路車站，属于咸北线。

## 邻近车站
咸北线
九龍坪站 - 雄尚站 - 東先鋒站